# Embajador Martini
Embajador Martini est une localité rurale argentine située dans le département de Realicó, dans la province de La Pampa.

## Histoire
Sa fondation remonte au 16 juin 1910. Le nom a été donné par Ferdinando Martini, qui était l'ambassadeur extraordinaire de l'Italie en Argentine. La même année, le chemin de fer et la gare sont arrivés, ce qui était le premier bâtiment que la ville possédait. Suit le magasin Ramos Generales, installé à l'endroit même où se trouvera plus tard la coopérative Ambassador Martini.

## Démographie
La localité compte 1 336 habitants (Indec, 2010), soit une augmentation de 5,18 % par rapport au précédent recensement de 2001 qui comptait 1 235 habitants.